# フラグルロック

フラグルロック（Fraggle Rock）は、アメリカ合衆国の人形劇シリーズである。1983年から1987年まで全96話がHBOで放送された。制作はヘンソン・アソシェーツ（現/ジム・ヘンソン・カンパニー）が務めた。日本では1985年からNHKで放送され、Apple TV+では2020年から全96話の日本語字幕版が配信されているが、シーズン1の新吹き替え版が2021年2月から配信されている。

## 概要
フラグルと呼ばれる架空の生き物が生活する洞窟世界=フラグル・ロックを舞台に、それとつながる人間の世界、トロールをモデルにした巨人=ゴーグの世界を行き来するフラグルたちの日常を描いたマペット劇。ストーリの中心はフラグル・ロックだが、出入り口のひとつがつながるマットおじさんの家も冒頭や終盤などでしばしば登場する。
フラグル・ロックのなかにはモグラをモデルにしたドーザーと呼ばれる種族も生活しており、ドーザーたちはいつもヘルメットをかぶり、重機に乗って小さなビルや町の建設作業を行っている。セカンドシーズンからはドーザーのコッターピンが主要登場人物として登場した。
フラグルの体格は描写から20から30cm程度で、ドーザーはフラグルよりももっと小さく、ゴーグは人間より大きく描かれている。

## 登場人物
- 吹替声優はNHK版とApple TV+版の順。

### フラグル
ゴーボー・フラグル
声：ジェリー・ネルソン（吹き替え：神谷明（NHK版）、佐々木拓真（Apple TV+版））
主人公のフラグルの少年。好奇心旺盛だが、勝手が過ぎることもしばしば。
ウェンブリー・フラグル
声：スティーヴ・ホイットマイア（吹き替え：三ツ矢雄二（NHK版）、成瀬誠（Apple TV+版））
ゴーボーの友達の少年。アロハシャツを着ていてよくゴーボーと一緒にいる。
ブーバー・フラグル
声：デーヴ・ゲルツ（吹き替え：中尾隆聖（NHK版）、北沢力（Apple TV+版））
ゴーボーの友達の少年。料理上手で、いつも帽子を目深にかぶっている。けっこう臆病で神経質な性格。歌や遊びは嫌いと公言しているが、割りと楽しんでる時もある。
レッド・フラグル
声：カレン・プレル（吹き替え：坂本千夏（NHK版）、天神林ともみ（Apple TV+版））
ゴーボーの友達の少女。オレンジのおさげと赤いシャツが特徴で、明るく活発な負けず嫌い。
モーキー・フラグル
声：キャスリン・マレン（吹き替え：川村万梨阿（NHK版）、中村千絵（Apple TV+版））
ゴーボーの友達の少女。おっとりとしていてマイペースなお姉さん系。
マットおじさん
声：デーヴ・ゲルツ（吹き替え：滝口順平（NHK版）、北沢力（Apple TV+版））
人間の世界を旅するゴーボーの叔父。見聞きしたことをいつも手紙に書いて送ってくれる。

### 人間の世界
博士
演：ジェラード・パークス（吹き替え：川久保潔（NHK版）、佐々健太（Apple TV+版））
フラグル・ロックへの出入口となる穴のひとつがある家に住む初老の男性。
犬のマック
声：スティーヴ・ホイットマイア（吹き替え：島香裕（NHK版）、赤城進（Apple TV+版））
博士の飼い犬。

### ゴーグ
ゴーグ・パパ
声：ジェリー・ネルソン（吹き替え：高木均→辻村真人（NHK版）、赤城進（Apple TV+版））
巨人ゴーグの王様。
ゴーグ・ママ
声：マイラ・フライド→シェリル・M・ワグナー（吹き替え：麻生美代子（NHK版）、中村千絵（Apple TV+版））
巨人ゴーグの王妃。
ゴーグ王子
声：リチャード・ハント（吹き替え：玄田哲章（NHK版））
巨人ゴーグの王子。当初はフラグルたちを毛嫌いしていたが、あるきっかけで友達となる。(ウェンブリーと仲良し)

### ゴミ
ゴミー様
声：ジェリー・ネルソン（吹き替え：高橋和枝（NHK版）、林大地（Apple TV+版））
ゴミが固まったような姿の物知りの老婆。フラグル達の知恵袋。
クズーとボロロ
声：デーヴ・ゲルツ、リチャード・ハント（吹き替え：龍田直樹、田の中勇（NHK版）、不明、赤城進（Apple TV+版））
ゴミー様のお付き。

### ドーザー
コッターピン
声：キャスリン・マレン（吹き替え：佐々木るん（NHK版））
ドーザーの女性。
レンチ
声：デーヴ・ゲルツ（吹き替え：島田敏（NHK版））
コッターピンの親友のドーザー男性。
アーキテクト
声：ジェリー・ネルソン（吹き替え：槐柳二（NHK版））
コッターピンのドーザー師匠。
ウィングナット
声：カレン・プレル（吹き替え：増山江威子（NHK版））
コッターピンのママ。
フランジ
声：スティーヴ・ホイットマイア（吹き替え：緒方賢一（NHK版））
コッターピンのパパ。

### その他のフラグル
カンタス・フラグル
声：ジム・ヘンソン（吹き替え：熊倉一雄（NHK版）、多田野曜平（Apple TV+版））
フラグルの長老。
ブリオ
声：テリー・アンガス（吹き替え：北島淳司（NHK版））
ラージ・マービン
声：デーヴ・ゲルツ（吹き替え：大塚芳忠（NHK版））
マーロン
声：スティーヴ・ホイットマイア（吹き替え：屋良有作（NHK版））
トシュ
声：トリッシュ・リーパー（吹き替え：山本圭子（NHK版））
ヘリックス
声：ボブ・スタット（吹き替え：大竹宏（NHK版））
ジョン
声：ジム・ヘンソン（吹き替え：兼本新吾（NHK版）、多田野曜平（Apple TV+版））
長老
声：デーヴ・ゲルツ（吹き替え：田村錦人（NHK版）、多田野曜平（Apple TV+版））
家来
声：ジョン・パティソン（吹き替え：谷口節（NHK版））

### その他日本語版ゲスト声優
NHK版
小林通孝
平野正人
田中亮一
千田光男
金丸淳一
屋良有作
丸山裕子
宮内幸平
峰恵研
八奈見乗児
青森伸
柴田秀勝
富山敬
梅津秀行
肝付兼太 ほか
Apple TV+版
深増祐一
青木紫水
蝦名彩香
田中智士
塚本直之
小谷佑樹
倉本幸歩
歩優那
いずみ尚（おはなしおばさん）

## スタッフ

### オリジナル版
- 原作：ジム・ヘンソン
- 脚本:ジェリー・ジュール(メインライター)、キャロル・ボルト、ジム・ヘンソンほか
- 監督：ニック・アブソン、ジム・ヘンソン、リチャード・ハントほか

### 日本語版
NHK版
- 滝沢ふじお
- 河村常平
- 主題歌作詞・歌唱指導：片桐和子

コーラス：ロックロックシンガーズ
Apple TV+版
- 翻訳 - 石田淳子
- 演出 - 山本洋平
- 音楽演出 - 市之瀬洋一
- 録音 - 渋田京介
- 調整 - 河野拓哉
- 音楽調整 - 稲垣杏理
- 録音製作 - ACクリエイト[17]

## 各話リスト
話数はアメリカ放送順。
日本では総合テレビとBS1の同時放送で先行放送は1986年7月25日と26日の2日間、レギュラー放送は同年11月06日から1987年3月5日まで実施。その後はBS2で同年7月27日から1988年3月4日まで放送。同年1月8日からは総合テレビでの放送が再開し、1990年2月17日をもって一旦終了。同年4月7日からは教育テレビで放送され、1992年3月25日をもって放送を終えた。
| 話        | 邦題 (NHK版)                 | 邦題 (Apple TV+版)             | 原題                                              |
| シーズン1 | シーズン1                    | シーズン1                      | シーズン1                                         |
| --------- | ---------------------------- | ------------------------------ | ------------------------------------------------- |
| 1         | そとの国ってどんなとこ？     | はじまり はじまり              | Beginnings                                        |
| 2         | しまった！ゴーグにつかまった | ウェンブリーとゴーグ           | Wembley and the Gorgs                             |
| 3         | 水がない たいへんだ          | 水を流せ                       | Let the Water Run                                 |
| 4         | 帽子がなけりゃ               | 帽子がなければダメ             | You Can't Do That Without a Hat                   |
| 5         | 仕事さがしが大仕事           | お仕事は週30分                 | The Thirty-Minute Work Week                       |
| 6         | ビルディング食べちゃだめ     | 説得屋ジョンのお説教           | The Preachification of Convincing John            |
| 7         | モーキーになりたい           | あんたになりたい               | I Want to Be You                                  |
| 8         | おそろし穴見つけた           | 恐怖のトンネル                 | The Terrible Tunnel                               |
| 9         | 発見！まぼろしの宝物         | フラグル最後の秘宝             | The Lost Treasure of the Fraggles                 |
| 10        | ゴーボーの大ピンチ           | こぼれたミルク                 | Don't Cry Over Spilt Milk                         |
| 11        | さよならゴーボー             | しっぽをトラでつかまえろ       | Catch the Tail by the Tiger                       |
| 12        | 3つの命令                    | 光の指                         | The Finger of Light                               |
| 13        | 恋をしちゃったウェンブリー   | みんなが愛するウェンブリー     | We Love You, Wembley                              |
| 14        | リーダーはどっち             | 挑戦                           | The Challenge                                     |
| 15        | ブーバーはいいヤツさ         | どうでもいい                   | I Don't Care                                      |
| 16        | お月さまを取り返せ！         | 月を捕えろ                     | Capture the Moon                                  |
| 17        | 友だちっていいな             | 閉じ込められて                 | Marooned                                          |
| 18        | 歌をさがそう                 | 吟遊詩人たち                   | The Minstrels                                     |
| 19        | ゴミー様のねがいごと         | カブ飢饉                       | The Great Radish Famine                           |
| 20        | 敵がくる せめてくる          | 庭園作戦                       | The Garden Plot                                   |
| 21        | 冒険なんてできない           | ゴーホーの大発見               | Gobo's Discovery                                  |
| 22        | モーキーは帰ってこない       | モーキーのお葬式               | Mokey's Funeral                                   |
| 23        | ブルーロックのまもの         | ブルーロックの怪獣             | The Beast of Bluerock                             |
| 24        | みんなで見たゆめ 悪いゆめ    | あたらしいゴミー様             | The New Trash Heap in Town                        |
| シーズン2 |                              |                                |                                                   |
| 25        | ママになったウェンブリー     | ウェンブリーの卵               | Wembley's Egg                                     |
| 26        | ひとりぼっちになりたい       | ブーバー・ロック               | Boober Rock                                       |
| 27        | ゴミー様が捨てられる         | ゴミー様のお引っ越し           | The Trash Heap Doesn't Live Here Anymore          |
| 28        | レッドと怪獣                 | レッドと海の怪物               | Red's Sea Monster                                 |
| 29        | お帰りなさいぼうけんマット   | マットおじさんの帰郷           | Uncle Matt Comes Home                             |
| 30        | 夢で出会ったぼく             | ブーバーの夢                   | Boober's Dream                                    |
| 31        | モーキーの音楽のたび         | モーキーと吟遊詩人たち         | Mokey and the Minstrels                           |
| 32        | あそぶの大すき               | 仕事ばかり 遊んでばかり        | All Work and All Play                             |
| 33        | あやうし！ゴーグ王国         | ゴーグの伝説                   | Sir Hubris and the Gorgs                          |
| 34        | こまったときの友達           | 困った時の友こそ...            | A Friend in Need                                  |
| 35        | まほう使いのたくらみ         | フラグルロックの魔術師         | The Wizard of Fraggle Rock                        |
| 36        | けんかは仲よく               | ドーザーの決闘                 | The Doozer Contest                                |
| 37        | クラブを作ろう               | レッドのクラブ                 | Red's Club                                        |
| 38        | 偉大なジョンのひみつ         | 説得屋ジョンの秘密             | The Secret of Convincing John                     |
| 39        | まほうの箱                   | カーペットの世界               | Manny's Land of Carpets                           |
| 40        | 王子とまめの木               | 農園を売る王子                 | Junior Sells the Farm                             |
| 41        | 戦争なんかやめて             | フラグル・ウォーズ             | Fraggle Wars                                      |
| 42        | 歌のきえた日                 | 音楽が死んだ日                 | The Day the Music Died                            |
| 43        | きけんなスープ               | 滅亡のスープ                   | The Doomsday Soup                                 |
| 44        | あんたなんか大きらい         | 自分だけの場所                 | A Cave of One's Own                               |
| 45        | 勝っても負けても             | ウェンブリーはライバル         | Wembley and the Great Race                        |
| 46        | ドーザーがしゃっくりすれば   | ドーザーはドーザーらしく       | Doozer Is As Doozer Does                          |
| 47        | ブーバーのしずかな一日       | ブーバーの静かな一日           | Boober's Quiet Day                                |
| 48        | コチョコチョ虫とんだ         | クスグリ虫の侵略               | The Invasion of the Toe Ticklers                  |
| シーズン3 |                              |                                |                                                   |
| 49        | クッキーどろぼうはだれ？     | 見えない泥棒                   | Red-Handed and the Invisible Thief                |
| 50        | 怪物をわらわせろ             | ブーバーと怪物                 | Boober and the Glob                               |
| 51        | 心のぶどう                   | 気前のブドウ                   | The Grapes of Generosity                          |
| 52        | こおってしまったゴミー様     | 雪と悲哀に覆われて             | Blanket of Snow, Blanket of Woe                   |
| 53        | 病気がなんだ                 | 伝染病のブルース               | Pebble Pox Blues                                  |
| 54        | クズーとボロロの家さがし     | 家はゴミがあるところ           | Home Is Where the Trash Is                        |
| 55        | へんしん！怪獣ペッド         | 信じようと信じまいと           | Believe It or Not                                 |
| 56        | いじわるなまほう使い         | ウェンブリーと意地悪な魔神     | Wembley and the Mean Genie                        |
| 57        | ゆかいなクラブ               | 秘密結社                       | The Secret Society of Poobahs                     |
| 58        | きれいな花をさかそう         | 手押し車とお荷物ときれいな花束 | The Beanbarrow, the Burden and the Bright Bouquet |
| 59        | 規則をまもれば               | ゴーホーと探検学校             | Gobo's School for Explorers                       |
| 60        | イタズラはやめよう           | とてもこわい                   | Scared Silly                                      |
| 61        | 王子の友だち                 | カブ作戦                       | The Great Radish Caper                            |
| 62        | ぼうけんマット誕生           | 生まれながらの放浪者           | Born to Wander                                    |
| 63        | 屋根のあなをふさげ           | 雨濡り屋根攻防戦               | The Battle of Leaking Roof                        |
| 64        | ケガにまけるな               | ケガするまでプレー             | Playing Till It Hurts                             |
| 65        | タイクツ病をなおせ           | 退屈すぎて動けない             | Bored Stiff                                       |
| 66        | まぼろしの宮殿               | 失われた夢の洞くつ             | The Cavern of Lost Dreams                         |
| 67        | ほんとの友だち               | 縮みゆくモーキー               | The Incredible Shrinking Mokey                    |
| 68        | 出て来い！ゆうれい           | 暗い嵐の夜                     | A Dark and Stormy Night                           |
| 69        | 王様はたいくつだ             | 偉大なる栄光のガンジ           | Gunge the Great and Glorious                      |
| シーズン4 |                              |                                |                                                   |
| 70        | きみのベルを鳴らせ           | フラグル・ロックのベル         | The Bells of Fraggle Rock                         |
| 71        | 未放送                       | スプロケットの大冒険           | Sprocket's Big Adventure                          |
| 72        | 元気が出る水                 | ウェンブリーのすばらしい水     | Wembley's Wonderful Whoopie Water                 |
| 73        | ゴーグとあそぼう             | サイドボトム・ブルース         | Sidebottom Blues                                  |
| 74        | ぼうけんマットはよわ虫？     | マットおじさんの大発見         | Uncle Matt's Discovery                            |
| 75        | 青い月夜の王子               | ゴーグVS音楽                   | Junior Faces the Music                            |
| 76        | しあわせの青い石             | 最高の贈り物                   | The Perfect Blue Rollie                           |
| 77        | ふたりで歌おう               | ふたりの歌声                   | A Tune for Two                                    |
| 78        | まほうのふで                 | 嫉妬の絵筆                     | A Brush with Jealousy                             |
| 79        | とべ！ウェンブリー           | 空飛ぶウェンブリー             | Wembley's Flight                                  |
| 80        | 竜を見たレッド               | 奇跡の山                       | Wonder Mountain                                   |
| 81        | フシギ山へ行こう             | レッドの青いドラゴン           | Red's Blue Dragon                                 |
| 82        | カエルくんしあわせに         | 宇宙カエル                     | Space Frog Follies                                |
| 83        | ゴーグになったブーバー       | ブーバー・ゴーグ               | Boober Gorg                                       |
| シーズン5 |                              |                                |                                                   |
| 84        | かがみよかがみよ             | 鏡よ鏡                         | Mirror, Mirror                                    |
| 85        | ナゾナゾ岩のナゾ             | なぞなぞの呪文                 | The Riddle of Rhyming Rock                        |
| 86        | おなかの声が                 | 内なる声                       | The Voice Inside                                  |
| 87        | コッターピン大ピンチ         | コッターピンの試練             | The Trial of Cotterpin Doozer                     |
| 88        | 未放送                       | 命の川                         | The River of Life                                 |
| 89        | 木をたいせつに               | 池の彼方に                     | Beyond the Pond                                   |
| 90        | 思い出は心の中に             | 去れと忘れ去られず             | Gone But Not Forgotten                            |
| 91        | むかしへ来ちゃった           | モーキーの今昔物語             | Mokey, Then and Now                               |
| 92        | ゆびわはどこだ               | 指輪をさがせ                   | Ring Around the Rock                              |
| 93        | たんていレッド               | 捜査官レッド                   | Inspector Red                                     |
| 94        | 王さまへの道                 | 王になろうとしたゴーグ         | The Gorg Who Would Be King                        |
| 95        | よろこびのホーン             | ホンクのホンク                 | The Honk of Honks                                 |
| 96        | さよならの日                 | 住所変更                       | Change of Address                                 |

## ホームメディア

### アメリカ版
1980年代頃はHBOホームビデオから1本のエピソードを収録したVHSコレクション、1993年にはブエナ・ビスタ・ホームビデオから2本のエピソードを全5巻に1巻ずつ収録したVHSビデオがリリースされていたが、2005年9月からはヒット・エンターテインメントから全シーズン3と特典エピソードを収録したDVDがリリースされ、2008年には完全版DVD-BOXがリリースされたものの、シーズン4と最終シーズンはリリースされなかった。
2009年にはライオンズゲート・ホーム・エンターテインメントが、ジム・ヘンソン・スタジオと契約し、当番組のDVDをリリースし、同年11月3日最終シーズンのDVDが初めてリリースされた後、同日に新パッケージでDVD-BOXをリリースした。
2013年、ヴィヴェンディ・ビジュアル・エンターテインメントがフラグルロックを含めたジム・ヘンソン・カンパニーの作品をDVDとしてリリースするために権利を取得、3月12日から6月18日までは全話完全版がDVD-BOXとしてリリースされた。
2018年にはソニー・ピクチャーズ エンタテインメントが、フラグルロックが35周年を迎えるために全96話のリマスター版とテレビアニメ版（日本未放送）を収録したBlu-rayが2018年9月25日にリリースされている。

### 日本語版
日本では1989年3月13日に4話分のエピソードを1巻ずつ収録した全4巻のVHSビデオがリリースされてからはビデオ化されていない（DVDも含む）が、NHKの方では番組映像が残っていないことが2012年頃に明らかになっているが、どの位の放送回が現存しているかは発表されていない。
| 巻 | ビデオタイトル           | 日本発売日    |
| -- | ------------------------ | ------------- |
| 1  | そとの国ってどんなとこ？ | 1989年3月13日 |
| 2  | リーダーはどっち？       | 1989年3月13日 |
| 3  | お月さまをとりかえせ！   | 1989年3月13日 |
| 4  | 友達っていいな           | 1989年3月13日 |

## スピンオフ

### アニメ版
この番組を原作としたテレビアニメFraggle Rockが、1987年にNBCの土曜日の朝の時間枠で放送された。この番組には、原作には登場しないアニメオリジナルキャラクターも登場した。

### マペット・ファミリー・クリスマス
- A Muppet Family Christmas（アメリカでは1987年に放送、日本未上陸）

セサミストリートとマペット・ショーの仲間たちと共演。

### Fraggle Rock: Rock On!
アメリカでは2020年4月21日からApple TV+にて配信されている（日本未上陸）。